# Rosas (dans)
Rosas is een Belgische dansgroep opgericht in 1983 door Anne Teresa De Keersmaeker. De drie andere stichtende leden waren Fumiyo Ikeda, Michèle Anne De Mey en Adriana Borriello.
Rosas bracht sinds die oprichting onder leiding van De Keersmaeker voorstellingen als Rosas danst Rosas, Stella, Elena's Aria, Mikrokosmos, Verkommenes Ufer / Medeamaterial / Landschaft mit Argonauten (dat op 4 april 1987 in wereldpremière ging op het Springdance festival in Utrecht), Ottone, Ottone, Achterland, Toccata, Kinok et Amor constante, mas alla de la muerte, Erwartung, The Song, En attendant, Cesena, Vortex Temporum en Golden Hours (As you like it). Initieel opereerde het gezelschap vanuit het Brusselse Kaaitheater, sinds 1992 en op uitnodiging van Bernard Foccroulle werd het gezelschap resident in de Brusselse Muntschouwburg.

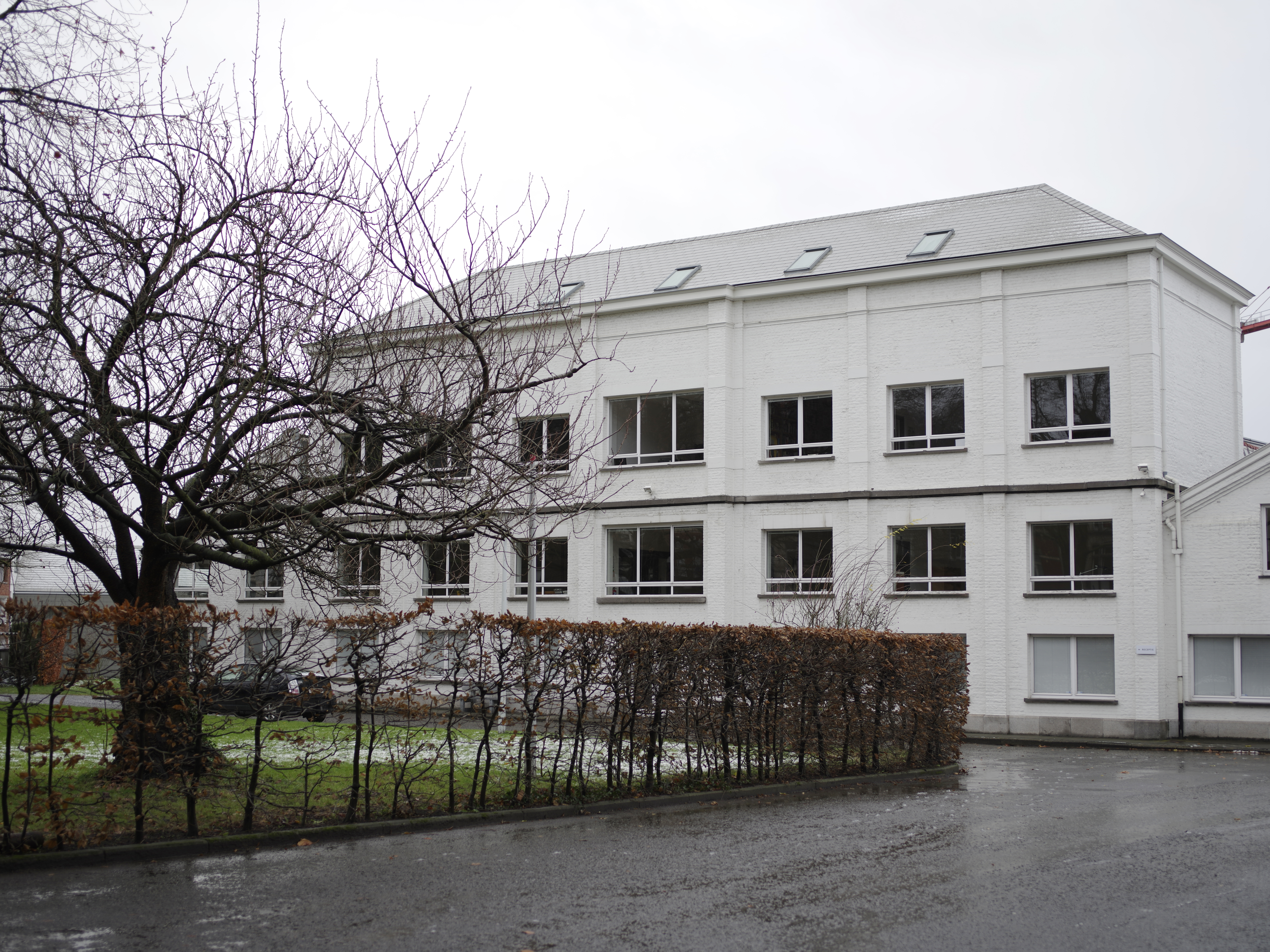
Het kantoor van het dansgezelschap Rosas in Van Volxemlaan 164 te 1190 Vorst.

## Recente producties
- "The Song" kreeg zijn wereldpremière op 24 juni 2009 in het Théâtre de la Ville te Parijs.
- "En atendant" werd een eerste maal gebracht op 9 juli 2010 in de Église des Célestins voor het Festival van Avignon.
- "Cesena" het jaar nadien werd ook in Avignon een eerste maal gebracht voor het festivalpubliek op 16 juli 2011
- "Vortex Temporum" ging in première op de Ruhrtriennale op 3 oktober 2013
- "Golden Hours (As you like it)" kreeg zijn wereldpremière op 23 januari 2015 in het Brusselse Kaaitheater

## Erkenning
De productie Rain, oorspronkelijk uit 2001, werd in 2003 genomineerd voor de Laurence Olivier Award for Best New Dance Production van The Society of London Theatre.
Het Berlijnse tijdschrift Ballet-Tanz organiseert een jaarlijkse internationale verkiezing voor onder meer het beste dansgezelschap van het jaar. In augustus 2008 koos een internationale jury van een veertigtal critici voor 2008 voor Rosas.

## Film- en videowerk
- Répétitions (Marie André, 1985, 43 min)[5][6]
- Hoppla! (Wolfgang Kolb, 1989, 52min)[5][7]
- Monoloog van Fumiyo Ikeda op het einde van Ottone, Ottone (Walter Verdin, Anne Teresa De Keersmaeker en Jean-Luc Ducourt, 1989, 6min23sec)[8]
- Ottone, Ottone (deel 1 en 2) (Walter Verdin en Anne Teresa De Keersmaeker, 1991, deel 1: 52min en deel 2: 50min)[9]
- Rosa (Peter Greenaway, 1992, 16min)[10][11]
- Mozartmateriaal (Jurgen Persijn en Ana Torfs, 1993, 52min)[12][13]
- Achterland (Anne Teresa De Keersmaeker en Herman Van Eyken, 1994, 84min)[14][15]
- Tippeke (Thierry De Mey, 1996, 18min)[16][17]
- Rosas danst Rosas (Thierry De Mey, 1997, 57min)[5][18][19]
- Fase (Thierry De Mey, 2002, 58min)[5][20][21]
- Rain (Olivia Rochette en Gerard-Jan Claes, 2012, 83min)[22][23]